# Vina (vattendrag i Kamerun)
Vina är ett vattendrag i Kamerun.   Det ligger i regionen Adamaouaregionen, i den centrala delen av landet, 400 km nordost om huvudstaden Yaoundé.